# Maun
Maun er en by i den nordlige del af Botswana med et indbyggertal (pr. 2005) på cirka 50.000. Byen er landets største turistcentrum og er hovedstad i distriktet Ngamiland.